# Сейнт Олбанс (Върмонт)
Сейнт Олбанс (на английски: St. Albans) е град в САЩ, административен център на окръг Франклин, щата Върмонт. Населението на града е 6795 души (по приблизителна оценка за 2017 г.). Сейнт Олбанс е наречен световната столица на кленовия сироп и спонсорира ежегоден фестивал на сиропа през април.